# Laran (mitología)

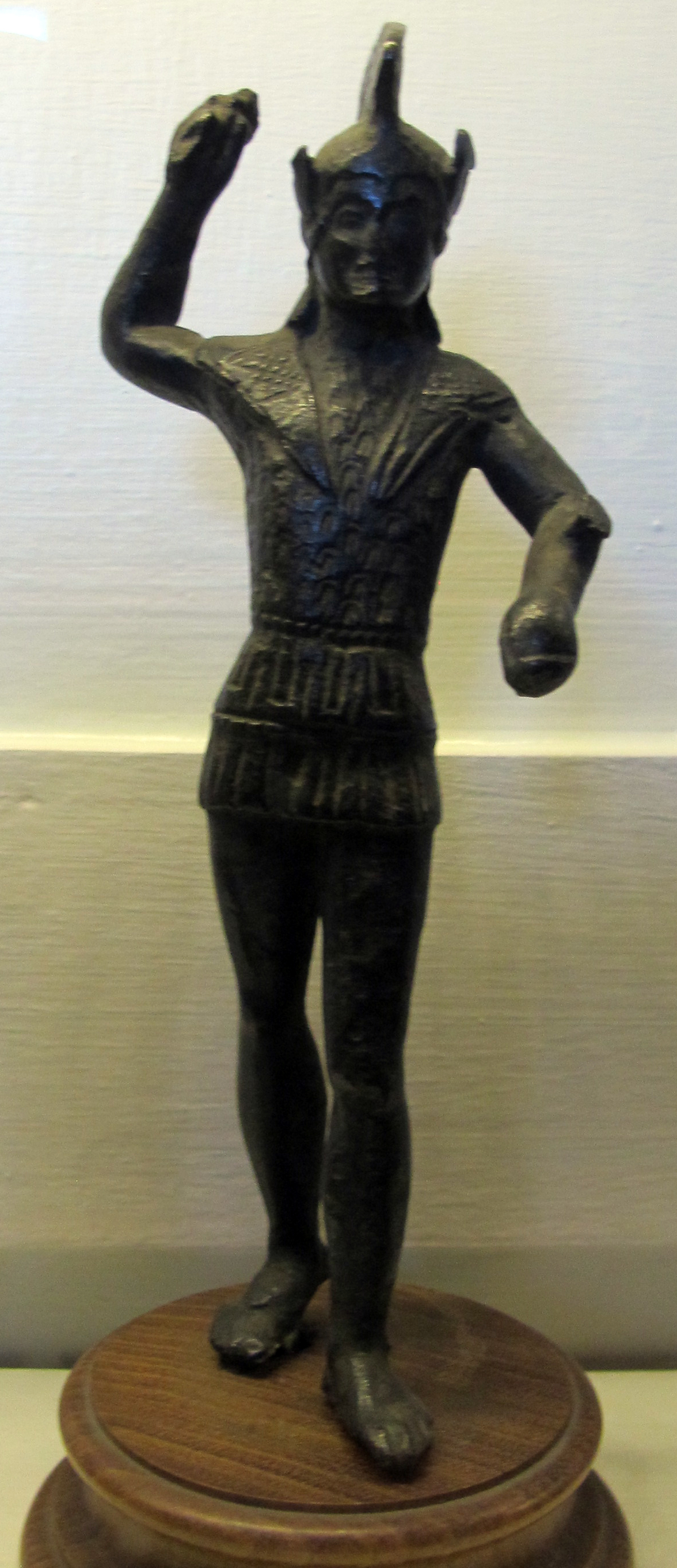
Estatuilla del dios Laran, representado con una armadura tradicional y un casco.

En la mitología y la religión etruscas, Laran (o Larun) es el dios de la guerra. En el arte, se le representaba como un joven desnudo que llevaba un casco y una coraza y portaba una lanza y un escudo. Laran también parece ser un dios del inframundo. Entre sus atributos está el de mantener la paz. Según algunos estudiosos, también parece haber sido el guardián de las fronteras, como demuestran los cipos de frontera encontrados en Bettona con las inscripciones tular Larna y tular larns. Junto con otros ocho dioses etruscos, puede blandir el rayo. Gracias a la Tabula Capuana sabemos que la fiesta de Laran se celebraba en los idus de mayo. Laran es el equivalente etrusco del Ares griego y del Marte romano. Como muchos otros dioses etruscos, su nombre es de género neutro.
La esposa de Laran es Turan.
La erudición previa creía que Maris, una figura misteriosa, era el dios etrusco de la guerra debido a la similitud del nombre con el del dios de la guerra romano Marte. Sin embargo, esto se ha desmentido y se ha identificado a Laran como el dios etrusco de la guerra.
Laran también aparecía en compañía de otro dios etrusco, Lurs. Los dos nombres se asociaban desde el periodo arcaico.

## Culto
Se han encontrado inscripciones que demuestran el culto a Laran. Las evidencias demuestran que los sacerdotes podían preparar comidas para las deidades etruscas en vajilla utilitaria. Una inscripción encontrada da a entender que se preparaban comidas en honor de Laran.
Gracias a la Tabula Capuana sabemos que la fiesta de Laran se celebraba en los idus de mayo. La Tabula Capuana también contiene una variante en la ortografía del nombre de Laran: Larun.

## Escenas del arte etrusco
Laran puede reconocerse en el arte etrusco por sus atributos, o a veces se le identifica por su nombre. Dado que la literatura etrusca no ha sobrevivido, el significado de las escenas en las que aparece solo puede interpretarse por comparación con los mitos griegos y romanos, a través de la información sobre los mitos etruscos preservada por la literatura griega y latina, o mediante reconstrucciones conjeturales basadas en otras representaciones etruscas.
- Laran aparece con Turms y un joven Tinia de pelo largo en un espejo de Orvieto, Settecamini. Se le muestra con una lanza y con la mano sobre un escudo, con un motivo similar a un sol.[9]
- Una escena en un espejo etrusco muestra a Leinth, Turan, Menrva, Laran y dos bebés Mariś. Está de pie detrás de Menrva, sosteniendo una lanza y llevando un manto.[10]
- Lucha contra el gigante Celsclan, hijo de la diosa de la tierra Cel en un espejo de Populonia en Florencia.[10]

## Inscripciones
Se ha identificado una vasija del siglo V a. C. procedente de un santuario cercano a un puente en San Giovenale que muestra una conexión entre los dos dioses Lurs y Laran:
- mi l[urs l]aruniθla 'Yo (soy) de Lurs el de Larun (*lurs laruniθa)'[11]